# Вила Фонтана (Болоња)
Вила Фонтана (итал. Villa Fontana) је насеље у Италији у округу Болоња, региону Емилија-Ромања.
Према процени из 2011. у насељу је живело 1453 становника. Насеље се налази на надморској висини од 21 м.